# Rhodanella fasciata
Rhodanella fasciata är en urinsektsart som först beskrevs av Carpenter 1912.  Rhodanella fasciata ingår i släktet Rhodanella och familjen Isotomidae. Inga underarter finns listade i Catalogue of Life.